# Alan Walker (calciatore)
Alan Walker (Mossley, 17 settembre 1959) è un allenatore di calcio ed ex calciatore inglese, di ruolo difensore.

## Caratteristiche tecniche
Era un difensore centrale.

## Carriera

### Giocatore
Tra il 1978 ed il 1980 gioca con i semiprofessionisti del Bangor City, mentre dal 1980 al 1983 è nella rosa del Telford Utd, altro club semiprofessionistico, con cui nella stagione 1982-1983 vince un FA Trophy.
Nell'estate del 1983 viene tesserato dal Lincoln City, club della terza divisione inglese, con cui all'età di 24 anni esordisce tra i professionisti; nell'arco di due stagioni totalizza complessivamente 75 presenze e 4 reti, per poi venire ceduto al Millwall: qui gioca per un triennio in seconda divisione, mettendo a segno 8 reti in 95 partite di campionato e contribuendo alla prima promozione in prima divisione nella storia del club, che arriva grazie alla vittoria della Second Division 1987-1988; Walker non gioca però in massima serie: nell'estate del 1988 viene ceduto al Gillingham, con cui trascorre un quadriennio giocando stabilmente da titolare prima in terza e poi (dal 1989 al 1992) in quarta divisione, per complessive 7 reti in 151 partite di campionato giocate. Dopo una breve parentesi (un gol in 2 sole partite giocate) in terza divisione al Plymouth, trascorre la stagione 1992-1993 in quarta divisione al Mansfield Town, con cui realizza un gol in 22 partite di campionato. Dal 1993 al 1995 gioca invece con il Barnet, con cui trascorre una stagione (la 1993-1994) in terza divisione ed una stagione (la 1994-1995) in quarta divisione, per complessive 59 presenze e 2 reti in partite di campionato, grazie alle quali arriva ad un bilancio complessivo in carriera di 399 presenze e 23 reti nei campionati della Football League. Continua poi a giocare a livello semiprofessionistico fino al 2002 quando, all'età di 43 anni, si ritira.

### Allenatore
La sua prima esperienza da allenatore va dal 1996 al 1999 al Sittingbourne, club di cui è anche giocatore; dopo un periodo al Fisher Athletic riprende invece a giocare, per poi dedicarsi nuovamente alla carriera da allenatore prima al Tonbridge Angels e poi ricoprendo prima il ruolo  di vice e poi quello di allenatore al Maidstone Utd (lo stesso club in cui aveva terminato anche la carriera da calciatore), dove rimane fino al 2010.

## Palmarès

### Giocatore

#### Competizioni nazionali
- Campionato inglese di seconda divisione: 1

Millwall: 1987-1988
- FA Trophy: 1

Telford United: 1982-1983

### Allenatore

#### Competizioni regionali
- Isthmian League Division One South: 1

Maidstone United: 2006-2007
- Courier Cup: 1

Tonbridge: 2002-2003